# Barrierefreie-Informationstechnik-Verordnung
Die Barrierefreie-Informationstechnik-Verordnung (BITV) soll eine umfassend und grundsätzlich uneingeschränkt barrierefreie Gestaltung moderner Informations- und Kommunikationstechnik gewährleisten (§ 1). Sie gilt insbesondere für Websites, mobile Anwendungen, elektronisch unterstützte Verwaltungsabläufe und grafische Programmoberflächen (§ 2). Für Angebote der Länder gelten eigene Bestimmungen. Durch die Verordnung wird die Richtlinie (EU) 2016/2102 umgesetzt.

## Grundsätze
In der EU-Richtlinie werden vier Grundsätze verwendet:
- Wahrnehmbarkeit: die Informationen und Komponenten der Nutzerschnittstelle müssen den Nutzern in einer Weise dargestellt werden, dass sie sie wahrnehmen können
- Bedienbarkeit: der Nutzer muss die Komponenten der Nutzerschnittstelle und die Navigation handhaben können
- Verständlichkeit: die Informationen und die Handhabung der Nutzerschnittstelle müssen verständlich sein
- Robustheit: die Inhalte müssen robust genug sein, damit sie zuverlässig von einer Vielfalt von Benutzeragenten, einschließlich assistiver Technologien, interpretiert werden können

## Definition der Kriterien
Die Bestimmungen der BITV (1.0) basieren ausdrücklich auf den Zugänglichkeitsrichtlinien für Web-Inhalte 1.0 (Web Content Accessibility Guidelines, WCAG 1.0) der Web Accessibility Initiative (WAI) vom 5. Mai 1999 (Anlage zur BITV vom 23. Juli 2002).
Dabei orientiert sich die BITV an den Prioritätsstufen der WCAG 1.0. Alle Anforderungen der Priorität 1 der WCAG 1.0 sind in allen Bereichen der betroffenen Webangebote zu erfüllen. Zentrale Navigations- und Einstiegsangebote müssen zusätzlich die Anforderungen der Priorität 2 erfüllen (§ 3).
Die BITV enthält gemäß den Inhalten der WCAG keine Vorgaben zur grundlegenden Technik, die für die Bereitstellung von elektronischen Inhalten und Informationen verwendet wird (Server, Router, Netzwerkarchitekturen und Protokolle, Betriebssysteme usw.) und hinsichtlich der zu verwendenden Benutzeragenten.
Die Anforderungen und Bedingungen beziehen sich allein auf die der Nutzerin/dem Nutzer angebotenen elektronischen Inhalte und Informationen.
Die Web Content Accessibility Guidelines liegen seit 2008 in Version 2.0 vor und wurden in dieser neuen Fassung aktuelleren Entwicklungen in der Entwicklung von Webseiten angepasst. Die Anpassung erfolgte durch eine Neufassung der Verordnung, die auch in ihrer Abkürzung den Zusatz „2.0“ trägt.
Nach den Empfehlungen des W3C nimmt die BITV 2.0 Bezug auf die in den WCAG-2.0-Richtlinien enthaltenen Prinzipien Wahrnehmbarkeit, Bedienbarkeit, Verständlichkeit und Robustheit.

## Umsetzung
Seit dem 31. Dezember 2005 mussten sämtliche öffentlich zugänglichen Webauftritte des Bundes barrierefrei sein. Angebote, die sich speziell an Behinderte richten, mussten die Anforderungen seit dem 31. Dezember 2003 erfüllen. Neu erstellte bzw. grundlegend überarbeitete Angebote mussten die Anforderungen von Beginn an erfüllen (§ 4).
Die Umsetzung der Anforderungen der BITV 2.0 hatte für neu gestaltete Internetseiten bis zum 22. März 2012 zu erfolgen. Für davor bereits bestehende Angebote galt eine verlängerte Frist bis 22. September 2012. Diese Seiten mussten die zusätzliche Informationen in Deutscher Gebärdensprache und in Leichter Sprache erst ab dem 22. März 2014 anbieten (§ 3).

## BITV 2.0
Eine Arbeitsgruppe aus Vertretern von Behindertenverbänden, des Bundesministeriums für Arbeit und Soziales, des Bundesverwaltungsamtes sowie aus Forschung und Technik nahm im Mai 2007 die Arbeit an der neuen BITV auf. Ähnlich wie in den WCAG 2.0 wurden Bezüge auf veraltete Technologien gestrichen oder überarbeitet und technologieunabhängig formuliert. Die Anforderungen gehörloser und hörbehinderter Menschen sowie von Menschen mit Lernschwierigkeiten wurden im aktuellen Entwurf der BITV 2.0 stärker als sowohl in der noch gültigen Fassung der Verordnung als auch im Vergleich mit den WCAG 2.0 berücksichtigt.
Die neue Fassung der Barrierefreien-Informationstechnik-Verordnung (BITV) 2.0 ist am 25. Mai 2019 in Kraft getreten. Die BITV 2.0 setzt die Vorgaben der Richtlinie (EU) 2016/2102 über die Barrierefreiheit von Websites und mobilen Anwendungen öffentlicher Stellen um, die nicht schon 2018 im aktualisierten Behindertengleichstellungsgesetz (BGG) umgesetzt wurden. Geändert hat sich der Umgang mit den zur barrierefreien Gestaltung von Informationstechnik zu berücksichtigenden Normen. Diese werden nicht mehr in der BITV 2.0 selbst beschrieben, sondern die Verordnung verweist auf die im Amtsblatt der Europäischen Union bekannt gemachten harmonisierten Normen.
Darüber hinaus werden in der Neufassung Einzelheiten zur Erklärung zur Barrierefreiheit angegeben sowie Vorgaben dazu gemacht, welche Inhalte barrierefrei zu gestalten sind und welche nicht. Zum Beispiel die BITV 2.0 nun ebenfalls für elektronische Verwaltungsabläufe (diese sind bis zum 23. Juni 2021 barrierefrei zu gestalten). Die BITV 2.0 vom 12. September 2011 ändert insofern die Grundlage, dass sie nach §2 Abs. 1 Satz 3 und 4 elektronisch unterstützte Verwaltungsabläufe und grafische Programmoberflächen mit aufnimmt, die nach §2a Begriffsdefinitionen Abs. 6 auch nicht webbasierte grafische Programmoberflächen einbezieht.
Die Barrierefreiheit gilt somit auch für Programme, die nicht über Web-Oberflächen erreichbar sind und ggf. innerhalb der Behörden genutzt werden.
Die Verordnung gilt für alle öffentlichen Stellen des Bundes. Öffentliche Stellen des Bundes sind nicht nur die Einrichtungen der Bundesverwaltung, sondern auch die Stellen, die das Vergaberecht anzuwenden haben und dem Bund zuzurechnen sind (siehe: § 12 BGG).
Öffentliche Stellen müssen zukünftig auf ihren Websites und in Apps mittels der sog. „Erklärung zur Barrierefreiheit“ angeben, welche Inhalte (noch) nicht barrierefrei sind, wie Nutzerinnen und Nutzer vorhandene Barrieren melden können (Feedback-Mechanismus) und wie gegebenenfalls ein Schlichtungsverfahren einzureichen ist (vgl. §7 BITV 2.0). Diese Erklärung muss von den öffentlichen Stellen des Bundes auf ihren Websites spätestens am 23. September 2020 veröffentlicht werden, bei Apps gilt eine Übergangsfrist bis zum 23. Juni 2021 (vgl. § 12b BGG).
Die Überwachungsstelle des Bundes für Barrierefreiheit von Informationstechnik stellt einen Mustertext für die Erklärung zur Barrierefreiheit zur Verfügung sowie Leitfäden für die Erstellung der Erklärung und des Feedback-Mechanismus.